# Samsin Halmeoni
Samsin halmeoni (koreanisch: 삼신 할머니), die „Großmutter Samsin“, ist die Göttertrias für Geburt und Schicksal in der koreanischen Mythologie. Die drei Göttinnen erscheinen gemeinsam als drei Großmütter.

## Name
Samsin oder Samshin bedeutet auf Koreanisch „Drei Göttinnen“ (oder, wörtlicher, „drei Geister“); halmeoni bedeutet „Großmutter“ und ist ein Titel für eine verehrte Ahnengöttin, die als eine weise alte Frau erscheint. Die Göttertrias wird mit dem Ehrentitel als Samsin halmeoni oder einfach als Samsin angesprochen. Im koreanischen Schamanismus werden die drei Göttinnen auch als einzelne Geburtsgöttin gedacht. Nach Samsin halmeoni ist auch der Berg Samsinbong (oder „Drei-Geister-Gipfel“) in Südkorea benannt.

## Verehrung und Glaubensinhalte
Jedes Dorf und jedes Haus hat seine eigene Geburtsgöttin. Bis heute glauben manche Koreaner daran, dass der wärmste Teil des anbang (Hauptwohnzimmer) Samsin halmeoni gehört; dort werden auch Rituale und Gebete an Samsin durchgeführt.
Samsin halmeoni oder Samsin wurde auch nachgesagt, den ihr gewidmeten Samsin Danji (Korean: 삼신 단지) zu besuchen, einen irdenen Topf, der im inneren Flügel des Hauses oder im warmen Bereich des anbang aufbewahrt wurde. Dieser Topf wurde mit Reis gefüllt und anschließend mit Papier zugedeckt und mit einem gegen den Uhrzeigersinn zugebundenen Knoten verschlossen. Manche Haushalte führten Geongung Samsin, die Ehrung von Samsin, jedoch nur in Gedanken durch. Samsin halmeoni wurde zu jeder Festlichkeit oder Geburtstagsfeier im Haushalt mit Jesas (rituellen Zeremonien) geehrt, ebenso am dritten, siebten und 37. Tag nach der Entbindung. Am dritten und siebten Tag nach der Geburt eines Kindes wird die Unterwäsche der Mutter gefaltet, im Samsin-Bereich des anbang platziert und ein kleiner Altar darauf gestellt, an dem für ein langes und gesundes Leben des Kindes gebetet wird; außerdem werden an diesen Tagen Schüsseln mit gekochtem Reis und Miyeok-guk der Gottheit zum Dank angeboten und nach einem kurzen Ritual der Mutter serviert. In der vormodernen Zeit wurden dieselben Speisen Samsin halmeoni auch am hundertsten Tag nach der Geburt angeboten und von der Mutter verzehrt.
Wenn eine Frau im Haushalt schwanger war oder entbunden hatte, wurde der Raum, in dem der Samsin Danji aufbewahrt wurde, mit Seilen verschlossen, um die große Macht von Samsin halmeoni zu symbolisieren und einzugrenzen. Nach der Entbindung wurde auch auf der Außenseite des Hauses ein Seil aufgehängt, um das glückliche Ereignis der „Öffnung des Gebundenen“ anzuzeigen, somit die Geburtshandlung zu symbolisieren und böse Geister abzuwehren, welche die Mutter und das Neugeborene bedrohen könnten. Am stärksten ist der Glaube an Samsin halmeoni auf Jejudo.
Der Volksüberlieferung zufolge kommt das bläuliche Geburtsmal auf dem Hinterteil koreanischer Kinder daher, dass Samsin halmeoni ihnen einen Klaps gegeben hat, damit sie schneller auf die Welt kommen.
Samsin halmeoni wurde zu Geburtstagsfeiern mit Opfern aus Reis, Sojasoße und Wein geehrt, die in Form einer Hauptmahlzeit ausgelegt wurden. Zum Dank an Samsin halmeoni wird an Geburtstagen üblicherweise Miyeok-guk (Seetangsuppe) gegessen.
Dem Glauben an Samsin halmeoni nach beschützen sie jedes Kind ab der Geburt bis zu dem Alter von sieben Jahren; ab dann werde das Kind von der Gottheit der sieben Sterne, dem Großen Bären, beschützt.
Um schwanger zu werden, würde eine kinderlose Frau ihre Samsin-Reismahlzeit mit einer Mutter, die kürzlich entbunden hat, teilen, in dem anbang-Bereich zu Samsin beten oder ein Stück Stoff tragen, das einen Sarg berührt hat.

## Mythen
Mündlich überlieferten schamanischen Liedern zufolge sind Samsin halmeoni Drillingstöchter der Himmelsgöttin, welche die erste mudang-Schamanin wurde, die T'ang Kum Agassi oder Tanggum Aegi genannt wurde. Sie stieg vom Himmel auf die Erde hinab, wurde von einem Mönch verführt, von ihren Brüdern für die Entehrung der Familie mit dem Tode bedroht und gebar die Samsin in einer Höhle, was auf Bärenkulte verweisen könnte. Später, nachdem der Buddhismus nach Korea gekommen war, wurde dem Mythos hinzugefügt, dass Tanggum Aegi einen göttlichen Mönch heiratete und auch drei Söhne gebar, die buddhistische Himmelsgötter (sambul chesok) wurden. Die Samsin halmeoni erschufen und gebaren die ersten Menschen auf der Erde und wurden somit zu Muttergöttinnen und Ahnen aller Menschen.
In einem Samsin-Mythos sind beide Hauptfiguren – die heimtückische Prinzessin des Drachenpalastes der östlichen See und die gütige Prinzessin des Königreichs von – weiblich, was den Bezug des alten Mythos zum weiblich orientierten koreanischen Schamanismus unterstreicht.
Dem koreanischen Volksglauben zufolge herrscht Samsin Halmeoni im Auftrag des Jadekaisers Okhwang Sangje über die Geburten, um die Anzahl der Kinder auf der Welt zu regulieren und bei Geburten zu helfen.

## Parallelen zu anderen Mythologien
Zu dritt auftretende Schicksalsgöttinnen sind auch aus der griechischen (moírai), römischen (parcae) und nordischen Mythologie (nornir) bekannt.

## Rezeption in der Populärkultur
Samsin halmeoni erscheint in verschiedenen australischen und südkoreanischen Fernsehserien:
- Gespielt von Kim Ji-young in einem Cameo-Auftritt in My Girlfriend Is a Gumiho (SBS, 2010)
- Gespielt von Kim Soo-Mi in einem Cameo-Auftritt in Ohlala Couple (KBS2, 2012).[8]
- Gespielt von Lee El in Goblin (tvN, 2016–2017).[9]
- Gespielt von Oh Young-sil in Mystic Pop-up Bar (JTBC, 2020).[10]
- Gespielt von Moon Sook in Lovers of the Red Sky (SBS, 2021).[11]
- Gespielt von Song Ok-sook in Der goldene Löffel (MBC, 2022).[12]